# 谷昌樹
谷 昌樹（たに あつき、1959年1月22日 - ）は、日本の俳優、声優。東京都出身。青二プロダクション所属。

## 来歴
かつては東京放送児童劇団に所属。東京都立赤城台高等学校卒業。在学中に映画部の部長として『アブノーマルディティクティブ』という映画を製作。文化祭にて上映し話題になる。
明治大学文学部卒業後、シェイクスピア・シアターを経て、文学座研究生になった。文学座では才能を認められ、スムーズに座員まで昇格。文学座を脱退した松本修が主宰する「ちかまつ芝居」やMODEの公演に文学座座員として出演したこともあった。
その後、メインの仕事を声優業に転じ、文学座を退団。2002年1月22日までアクセントに所属し、以後はフリーで活動し、2009年7月よりケンユウオフィスに業務提携していた。2013年9月1日より、青年座映画放送に所属（預かり）。2016年2月1日、青二プロダクションに移籍。

## 人物
資格・免許は普通自動車免許。
趣味は珈琲、ウォーキング。特技は剣道。
また、洋画の吹き替えではリーアム・ニーソンを担当することが多い。

## 出演
太字はメインキャラクター。

### テレビアニメ
2000年
- とっとこハム太郎（権太郎の飼い主）
- ルパン三世 1$マネーウォーズ

2001年
- ゴーゴー五つ子ら・ん・ど（魚屋さん）
- サラリーマン金太郎（神崎、金井、天保組組長）
- まほろまてぃっく（町会長）

2004年
- ポポロクロイス POPOLOCROIS（シンバ）
- 魔法少女隊アルス（ジダン）

2007年
- 結界師（志々尾鉄斎）

2009年
- 鋼の錬金術師 FULLMETAL ALCHEMIST（ホークアイの父）

2010年
- COBRA THE ANIMATION（ラッキー・J）
- NARUTO -ナルト- 疾風伝（土蜘蛛 頭領）

2014年
- 山賊の娘ローニャ（ボルカ）
- マジンボーン（シュトルツ / ダークフェニックス）

2015年
- ガンダム Gのレコンギスタ（ロルッカ・ビスケス）
- 新妹魔王の契約者 BURST（マドニス）
- ヤング ブラック・ジャック（医者）

2016年
- 機動戦士ガンダムUC RE:0096（エイブルス）
- チア男子!!（晴希の父）
- ルパン三世 PART IV（モレノ）

2017年
- 銀の墓守り（2017年 - 2018年、テムジン）- 2シリーズ
- ドラゴンボール超（オブニ）
- 将国のアルタイル（アポロドロス）

2018年
- 剣王朝（掌刑官、ナレーション、元武）
- ルパン三世 PART5（リン・ボー）
- 蒼天の拳 REGENESIS（潘光琳）
- レイトン ミステリー探偵社 〜カトリーのナゾトキファイル〜（カルロス）
- ONE PIECE エピソードオブ空島（ドクター〈Dr.ホンナー〉）

2019年
- ゲゲゲの鬼太郎（第6作）（鬼父、泥田坊、阿形陽一郎〈健人の父〉、川路）
- キャロル&チューズデイ（ダン）

2020年
- 啄木鳥探偵處（園部三郎）
- GREAT PRETENDER（アンダーソン警部）

2021年
- ドラえもん（テレビ朝日版第2期）（ナレーション）
- オルタンシア・サーガ（ゲオルグ・ダルマス）
- ちびまる子ちゃん（2021年 - 2024年、中華屋のおじさん、和尚、タマネギ怪人）
- テスラノート（ギリーゴス）

2022年
- デリシャスパーティ♡プリキュア（ゲンマ・イタック）

2023年
- デジモンゴーストゲーム（ズィードミレニアモン）
- 逃走中 グレートミッション（2023年 - 2024年、オリヴァー フォックス、モーガン大統領）
- ニンジャラ（ガボット）
- クレヨンしんちゃん（2023年 - 2025年、竿野志成〈2代目〉）
- ティアムーン帝国物語〜断頭台から始まる、姫の転生逆転ストーリー〜（ルドルフォン辺土伯）

2024年
- ドラゴンボールDAIMA（2024年 - 2025年、クラーケン、ダニマ）

### 劇場アニメ
- LUPIN THE IIIRD 血煙の石川五ェ門（2017年、局長[18]）
- ドラゴンボール超 ブロリー（2018年、シトウ）
- Gのレコンギスタ III 宇宙からの遺産（2021年、ロルッカ・ビスケス）

### OVA
- 機動戦士ガンダムUC（2014年、エイブルス）

### ゲーム
1998年
- 仮面ライダー（カマクビガメ）

2000年
- 仮面ライダーV3（カマクビガメ）

2001年
- あしたのジョー 闘打 〜タイピング泪橋〜（ハリマオ、レフェリー、リングアナウンサー）

2002年
- Halo（マスターチーフ / SPARTAN-117）

2004年
- Halo 2（マスターチーフ / SPARTAN-117）
- ルパン三世 コロンブスの遺産は朱に染まる（黒服の男）

2005年
- ゴッド・オブ・ウォー（アレス）
- スプリンターセル カオスセオリー（大友敏郎）
- 第3次スーパーロボット大戦α 終焉の銀河へ（チーフ）

2007年
- Halo 3（マスターチーフ / SPARTAN-117）

2010年
- ダンテズ・インフェルノ 〜神曲 地獄篇〜（ルシファー）
- Halo:Reach（マスターチーフ / SPARTAN-117）

2011年
- エースコンバット アサルト・ホライゾン（アンドレイ・マルコフ）

2012年
- アーマード・コアV（レジスタンスリーダー / ジャック・バッテイ）
- タイムトラベラーズ（野中譲二）
- Never Dead（サリバン）

2013年
- The Last of Us（ビル）

2014年
- MURDERED 魂の呼ぶ声（バクスター）

2016年
- スーパーロボット大戦OG ムーン・デュエラーズ（ギント・キタウミ）

2017年
- 蒼き革命のヴァルキュリア（ヴィクトール・チマシェフ）

2018年
- 真・三國無双8（程普）
- 戦場のヴァルキュリア4（ロナルド・オールビー）
- スーパードラゴンボールヒーローズ（オブニ）

2019年
- リボルバーズエイト（クマ）
- スーパーロボット大戦T（Dr.ヘル）
- スーパードラゴンボールヒーローズ ワールドミッション（オブニ）
- ブレイドエクスロード（ゴルド・ゴルディオ）
- スーパーロボット大戦DD（カイム）

2021年
- スーパーロボット大戦30（Dr.ヘル）
- 北斗の拳 LEGENDS ReVIVE（潘光琳）

2023年
- ゼノブレイド3（ダブリュー）

### ドラマCD
- 憂鬱な朝（久世直継）
- ALCA Lyric.I ALCA 〜夜明けのクロト〜（モガス）
- セブンスドラゴンIII code:VFD「にゃーでんすクライシス」（ナグモ）
- FLESH&BLOOD（ジョン・ホーキンス）
- MIND ASSASSIN（敦史）

### ラジオドラマ
- 青山二丁目劇場
  - 「あだゆめ」（2016年） - 夢邪鬼
  - 「夢に夢見て」（2017年） - 石原

### 吹き替え

#### 担当俳優
ドルフ・ラングレン
- ドルフ・ラングレン in ディテンション（サム・デッカー）
- ベストマン 最強の介添人（アンダース）
- マキシマム・ブロウ（ジャーマン）
- ユニバーサル・ソルジャー 殺戮の黙示録（アンドリュー・スコット）

ボビー・カナヴェイル
- アイリッシュマン（フェリックス・ディトゥリオ）
- サンダーフォース -正義のスーパーヒロインズ-（ウィリアム・“ザ・キング”・スティーヴンス）
- ブロンド（ジョー・ディマジオ）

マーク・ストロング
- 記憶探偵と鍵のかかった少女（ジョン・ワシントン）
- ジャドヴィル包囲戦 -6日間の戦い-（コナー・クルーズ・オブライエン）
- ビトレイヤー（ジェイコブ・スターンウッド）
- マーダー・ミステリー2（ミラー）
- リピーテッド（ナッシュ医師）

マイク・オマリー
- glee/グリー 踊る♪合唱部!?（バート・ハメル）
- 食べて、祈って、恋をして（アンディ）
- バッドトリップ! 消えたNO.1セールスマンと史上最悪の代理出張（マイク・パイル）

リーアム・ニーソン
- アイス・ロード（マイク・マッキャン）
- オーディナリー・ラブ/ありふれた愛の物語（トム・トンプソン）
- スノー・ロワイヤル（ネルソン・コックスマン）
- トレイン・ミッション（マイケル・マコーリー）
- バッド・デイ・ドライブ（マット・ターナー）
- ファイナル・プラン（トム・カーター）
- ブラックライト（トラヴィス・ブロック）
- プロフェッショナル（フィンバー・マーフィー）

ロバート・パトリック
- NCIS 〜ネイビー犯罪捜査班 シーズン7（マートン・ベル大佐）
- SCORPION/スコーピオン（ケイブ・ガロ）
- テラビシアにかける橋（ジャック・アーロンズ）

#### 映画
- 悪魔の呼ぶ海へ（ワグナー〈キアラン・ハインズ〉）
- アナコンダ2（ジョン・リビングストン〈アンディ・アンダーソン〉）
- アパルーサの決闘（ジャック・ベル）
- アフター（スコット学長〈ピーター・ギャラガー〉）
- アフター -壊れる絆-（ケン・スコット〈ロブ・エステス〉）
- アムステルダム（ヘンリー・ノークロス〈マイケル・シャノン〉[26]）
- アルマゲドン（ウォルター・クラーク〈クリス・エリス〉）※日本テレビ版
- アンストッパブル（バニー〈ケヴィン・チャップマン〉）
- イヴの総て（ピアニスト）※テレビ東京版
- イン・グッド・カンパニー（マーク・ステックル〈クラーク・グレッグ〉）
- インデペンデンス・デイ（ドクター・アイザック[27]、テディ[27]）※テレビ朝日版
- インフェルノ（ハリー・シムズ〈イルファーン・カーン〉[28]）
- インヘリタンス（モーガン〈サイモン・ペッグ〉[29]）
- ヴィラで始まる恋（シルヴィオ〈エミリオ・ソルフリッツィ〉）
- ウォーターボーイ（ライル〈ジョナサン・ルーラン〉）
- ウォー・マシーン: 戦争は話術だ!（グレッグ・パルバー〈アンソニー・マイケル・ホール〉）
- ウォール・ストリート
- 裏街の聖者（チュウ〈ラウ・チンワン〉）
- 裏切りの獣たち（マンバネ）
- X-MEN:ファースト・ジェネレーション（アザゼル〈ジェイソン・フレミング〉）
- エネミー・ライン3 激戦コロンビア（マヌエル・ヴァレス将軍〈スティーヴン・バウアー〉）
- エリジウム（ジョン・カーライル〈ウィリアム・フィクナー〉）
- オーストラリア
- オードリー・ヘプバーン（ショーン・ファーラー[30]）
- オペレーション・フィナーレ
- 快盗ブラック・タイガー（ファーイ）
- キャッチ・ミー・イフ・ユー・キャン（ジャック・バーンズ〈ジェームズ・ブローリン〉）
- ギャラクシー・クエスト（サリス〈ロビン・サックス〉）
- 96時間シリーズ（ケイシー〈ジョン・グリース〉）
  - 96時間[31]
  - 96時間/リベンジ
  - 96時間/レクイエム
- キング・オブ・エジプト（祭司）
- クイーン・オブ・ザ・ヴァンパイア（マリウス〈ヴァンサン・ペレーズ〉）
- グッドナイト&グッドラック（シグ・ミッケルソン〈ジェフ・ダニエルズ〉）
- ケース39（エドワード・サリヴァン〈カラム・キース・レニー〉）
- コーリング（ヒュー・キャンベル〈ジョー・モートン〉）
- 恋のスラムダンク
- 孔子の教え（季孫欺〈チェン・ジェンビン〉）
- 交渉人（パラーモ〈マイケル・カドリッツ〉）※テレビ朝日版
- コックと泥棒、その妻と愛人（リチャード〈リシャール・ボーランジェ〉）
- コッポラの胡蝶の夢（ルードルフ博士〈アンドレ・ヘンニッケ〉）
- コヨーテ・アグリー
- ザ・コア（コンラッド・ジムスキー博士〈スタンリー・トゥッチ〉）※ソフト版
- サタデー・ナイト・フィーバー（フランク・シニア）※ソフト版
- ザ・バンク 堕ちた巨像（コンサルタント〈ブライアン・F・オバーン〉）
- ザ・ファイブ・ブラッズ（オーティス〈クラーク・ピータース〉）
- ザ・フォッグ（ウィリアム・ブレイク船長〈ラデ・シェルベッジア〉）
- サンダーバード 劇場版（ザ・フッド）※NHK版
- サンダーバード6号（ザ・フッド）※NHK版
- ジェネックス・コップ2（ロス・タッカー長官）
- 16ブロック ※ソフト版
- シャーロック・ホームズ（スタンディッシュ大使〈ウィリアム・ホープ〉）※劇場公開版
- ジャスティス・リーグ:ザック・スナイダーカット（村長[32]）
- 呪詛
- SHRIEK 最低絶叫計画!?（ハッセルホフ先生）
- ジョーズ 恐怖の12日間（エングル）
- 処刑人II（デヴィッド・デラ・ロッコ、ジミー）
- シルミド/SILMIDO（チョ軍曹〈ホ・ジュノ〉）※テレビ朝日版
- SIN 狂気の果て（コンラッド〈グレッグ・ヘンリー〉）
- 推理作家ポー 最期の5日間（レーガン〈ブレンダン・コイル〉）
- スターダスト（プライマス〈ジェイソン・フレミング〉）
- スパイダー パニック!（マーク）※ソフト版
- スマイル、アゲイン（ジョージ〈ジェラルド・バトラー〉）
- セッション（ジョシュ・グリーン〈アダム・アーキン〉）
- ソウシリーズ（ダニエル・リッグ〈リリク・ベント〉）
  - ソウ2
  - ソウ3
  - ソウ4
- ダークナイト ライジング（証券取引所の警備担当）
- 第9地区（クーバス大佐〈デヴィッド・ジェームズ〉）
- 第三の男（キャロウェイ少佐〈トレヴァー・ハワード〉[33]）※N.E.M版
- 大脱出（ドクター・カイリー〈サム・ニール〉）
- ダウン・イン・ザ・バレー（ウェイド〈デヴィッド・モース〉）
- ダウントン・アビー（ジョン・ベイツ〈ブレンダン・コイル〉[34]）
  - ダウントン・アビー/新たなる時代へ[35]
- タキシード（ロジャース〈ダニエル・カッシュ〉）
- タクシードライバー（タクシーの客〈マーティン・スコセッシ〉）※ソフト版
- 007シリーズ
  - 007/ゴールドフィンガー（ミッドナイト）※ソフト版
  - 女王陛下の007（ドラコ〈ガブリエーレ・フェルツェッティ〉）※ソフト版
  - 007/ダイ・アナザー・デイ（ヴラッド〈ミハイル・ゴアヴォイ〉）※テレビ朝日版
- タロットカード殺人事件（マイク・ティンズリー〈ケヴィン・マクナリー〉）
- ダンケルク（ボルトン海軍中佐〈ケネス・ブラナー〉[36]）
- チャイルド・ゲーム（マイアンス刑事）
- 沈黙の処刑軍団（アイスマン〈ヴィング・レイムス〉）
- 沈黙の帝王（コントローラー〈リチャード・タイソン〉）
- ディープ・ブルー（ジム・ウィットロック〈ステラン・スカルスガルド〉）※日本テレビ版
- ディヴァイド（ミッキー〈マイケル・ビーン〉）
- ドゥームズデイ（マイケル・カナリス〈デヴィッド・オハラ〉）※ソフト版
- トゥルー・グリット（トム・チェイニー〈ジョシュ・ブローリン〉）
- トッツィー（ジョージ・フィールズ〈シドニー・ポラック〉）※ソフト版
- ドラゴンハート ※日本テレビ版
- トランスフォーマー/ダークサイド・ムーン（ロバート・マクナマラ）
- トランスポーター3 アンリミテッド
- トリガー・ウォーニング（エゼキエル・スワン〈アンソニー・マイケル・ホール〉）
- トリコロールに燃えて
- トロール・ハンター（ハンス〈オットー・イェスパーセン〉）
- 9デイズ（アンドレ）※フジテレビ版
- ナルニア国物語/第2章: カスピアン王子の角笛
- ネイビーシールズ（アブ・シャバル〈ジェイソン・コットル〉）
- ネバー・サレンダー 肉弾烈戦（サイモン・ボーゲル〈ジョシュ・ブラッカー〉）
- ノーカントリー（アントン・シガー〈ハビエル・バルデム〉）
- ノー・マンズ・ランド（チキ〈ブランコ・ジュリッチ〉）
- ノウイング（陸軍大将〈ジム・ノベロック〉）
- バイバイ、ママ（マーティ〈ケヴィン・ベーコン〉）
- 運び屋（グスタボ〈クリフトン・コリンズ・Jr〉[37]）※BSテレ東版
- パンチドランク・ラブ（ディーン・トラベル〈フィリップ・シーモア・ホフマン〉）
- ビッグママ・ハウス（牧師〈セドリック・ジ・エンターテイナー〉）
- ヒップホップ・プレジデント
- 人質奪還 アラブテロVSアメリカ特殊部隊（ジェス〈ティム・アベル〉）
- ヒューゴの不思議な発明（フーツ警官〈ケヴィン・エルドン〉）
- ファイナル・ソルジャー（ティー・カイ・ポー〈テムエラ・モリソン〉）
- ファイナル・デスティネーション
- ファイブ・ナイツ・アット・フレディーズ（S・ラグラン〈マシュー・リラード〉[38]）
- フィフス・エレメント ※BD版
- フェイス/オフ（イヴァン・デュボフ）※テレビ朝日旧録版
- ブラックホーク・ダウン（ゲイリー・ハレル中佐〈ジェリコ・イヴァネク〉）※ソフト版
- ブラッドレイン（レオニド〈ミート・ローフ〉）
- ブラッド・レッド・スカイ（バーグ〈ドミニク・パーセル〉）
- プリティ・ヘレン
- ブレイブ ワン
- プレデターズ（ニコライ〈オレッグ・タクタロフ〉）
- フローズン・グラウンド（ライル・ホーグスベン〈ディーン・ノリス〉）
- フローレス（ジャッコ〈クリス・バウアー〉）
- フロンティア（カール）
- ヘヴィメタル
- ヘルボーイ（ラスプーチン〈カレル・ローデン〉）
- ボーイズ・ドント・クライ
- ホールド・ザ・ダーク そこにある闇（ラッセル・コア〈ジェフリー・ライト〉）
- ボーン・コレクター（エディ・オーティス〈ルイス・ガスマン〉）※テレビ朝日版
- ボーン・スプレマシー ※日本テレビ版
- マーベル・シネマティック・ユニバース
  - アベンジャーズ（ジ・アザー〈アレクシス・デニソフ〉）
  - ガーディアンズ・オブ・ギャラクシー（ジ・アザー〈アレクシス・デニソフ〉）
- マイノリティ・リポート（ノット〈パトリック・キルパトリック〉）
- マッケンナの黄金（ティブズ軍曹〈テリー・サバラス〉）※ソフト版
- マルセイユ・ヴァイス（カニョッティ署長）
- マンドレイク 人喰い植物のえじき（マッコール〈マックス・マーティーニ〉）
- Mr.ディーズ（マック・マクグラス〈ジャレッド・ハリス〉）
- ミュータント・ワールド（マッズ〈デヴィッド・リレイニー〉）
- メン・イン・ブラック:インターナショナル（ルカ[39]）
- ものすごくうるさくて、ありえないほど近い（ウィリアム・ブラック〈ジェフリー・ライト〉）
- モンスーン・ウェディング
- MONSTER [モンスター]（モーティマー・シェイド警部）
- ヤァヤァ・シスターズの聖なる秘密（若かりし頃のシェプ）
- 屋根裏のエイリアン（テイザー[40]）
- ヤング・ブラッド（アトス）
- ラスト・サマー -この夏の先に-
- ラフマニノフ ある愛の調べ（セルゲイ・ラフマニノフ〈エフゲニー・ツィガノフ〉）
- ランナウェイ/逃亡者（ダニエル・スローン〈クリス・クーパー〉）
- ランボー/最後の戦場（ルイス〈グレアム・マクタヴィッシュ〉）※ソフト版
- リザレクション
- 理想の彼氏（マグナス〈ジョン・エリソン・コンリー〉）
- リプレイスメント
- RECCE レキ: 最強特殊部隊（ル・ルー大尉〈グラント・スウォンビー〉）
- REC:レック/ザ・クアランティン（ボブ・オートン）
- レッド・スカイ（ケイ〈シドニー・リュフォー〉）
- ローグ アサシン（ウー〈マーク・チェン〉）
- ロッキー・ザ・ファイナル（L.C.〈A・J・ベンザ〉）
- ワイルドガン（フランク・ティルマン）
- 悪いことしましョ!（巡査部長〈ジェフ・ドーセット〉）※ソフト版

#### ドラマ
- iCarly
- アウトバーン・コップ（ホルスト・ヘルツベルガー〈ディートマー・フーン〉）
- アウトランダー（ルパート・マッケンジー）
- アガサ・クリスティー トミーとタペンス -2人で探偵を-（ヘイドック海軍中佐〈ロイ・マーズデン〉）
- アガサ・クリスティー ミス・マープル
  - 予告殺人（ダーモット・クラドック警部）
  - 親指のうずき（ジョシュア・ウォーターズ医師）
- アンダーカバー・ボス2 社長潜入調査
- アンドロメダ（キム〈ブルース・ハーウッド〉）
- アンフォゲッタブル 完全記憶捜査（デニス・フォルジー、ダン）
- ER緊急救命室
  - シーズン9 #5（テリー〈ジョン・ハイムズ・ニュートン〉）
  - シーズン10 #14（ミゲル・リバス〈F・J・リオ〉）
  - シーズン12（ストリックランド）
  - シーズン13 #14（ハドソン〈ダリス・ラヴ〉）
  - シーズン14 #8（ガレス〈サイモン・テンプルマン〉）
  - シーズン15 #11（ライツ〈ブラッドフォード・テイタム〉）
- WITHOUT A TRACE/FBI 失踪者を追え!
  - シーズン2 #7（スモールズ）
  - シーズン3 #14（マーク）
- ヴィンチェンツォ（ホン・ユチャン〈ユ・ジェミョン〉[41]）
- ウエストワールド（ピーター・アバーナシー〈ルイス・ハーザム〉）
- エージェント・オブ・シールド（ゼラー）
- NCIS: ニューオーリンズ
  - シーズン1 #3（ドミトリー・ババコフ）、#16（クラーク・ベイツ）
  - シーズン2 #15（アマン・ベシア）
  - シーズン4 #18（ルイス・ベニシオ）
  - シーズン5 #8（カーター巡査）
- ALMOST HUMAN/オールモスト・ヒューマン（リチャード・ポール〈マイケル・アービー〉[42]）
- 王女ピョンガン 月が浮かぶ川（トゥ・ジュンソ〈ハン・ジェヨン〉[43]）
- 堕ちた弁護士 -ニック・フォーリン-
- 奇皇后 ふたつの愛 涙の誓い（キ・ジャオ〈キム・ミョンス〉）
- クリミナル・マインド FBI行動分析課
  - シーズン5（バンティング刑事）
  - シーズン7（クレイマー議員〈マーク・モーゼス〉）
  - シーズン8 #3（アーサー・リコフ〈ジョン・フレック〉）
- クリミナル・マインド 特命捜査班レッドセル（スタール）
- クロスボーンズ/黒ひげの野望（オズワルド）
- コールドケース7 ザ・ファイナル（ドン・バードビル〈マイケル・バダルコ〉）
- サード・ウォッチ（グレン・ホバート〈ジェラルド・マクレイニー〉）
- CSI:科学捜査班（ブライアン・モブリー保安官〈グレン・モーシャワー〉）
- CSI:科学捜査班 #10（スコット・シェルトン〈マーク・モーゼス〉）
- CSI:5 科学捜査班（プレスリー牧師〈フレンチ・スチュワート〉）
- CSI:13 科学捜査班（フレッド・ポールソン〈ダニエル・ローバック〉）
- CSI:マイアミ5（ウィリアム・プレストン〈グレッグ・ヘンリー〉）
- しあわせの処方箋
- シャドウハンター:The Mortal Instruments
- 宿敵 因縁のハットフィールド&マッコイ（ペリー・クライン〈ロナン・ヴィバード〉）
- 神鵰侠侶（欧陽鋒）
- ゾウズ・フー・キル3 殺意の深層
- 孫子兵法
- ダウントン・アビー（ベイツ〈ブレンダン・コイル〉）
- ダメージ（ウィリアムズ、アール、ディーコン）
- CHUCK/チャック（パッカード〈エリック・ロバーツ〉）
- 超感覚刑事ザ・センチネル（ミッキー〈ウォルトン・ゴギンズ〉）
- デスパレートな妻たち6（ニック・デルフィーノ〈ロバート・フォスター〉）
- 天国の階段（ハン・ピルス〈ジョン・ハンヨン〉）
- 24 -TWENTY FOUR-（アンドレ・ドレーゼン〈ジェリコ・イヴァネク〉）
- TRUE DETECTIVE/二人の刑事（マーティン・ハート〈ウディ・ハレルソン〉）
- トンイ（チャン・ムヨル〈チェ・ジョンファン〉）
- ナース・ジャッキー3
- ハイテク武装車バイパー（ダン・ハーモン〈マルコム・スチュワート〉）
- 80日間世界一周（ナイル・ベラミー〈ピーター・サリヴァン〉[44]）
- バビロン5（マーカス・コール〈ジェイソン・カーター〉）
- パワーレンジャー・ロスト・ギャラクシー（スタントン司令官〈トム・ホワイト〉、スコーピウス〈キム・ストラウス〉〈声〉、バーバラックス〈リチャード・エプカー〉〈声〉、サムロン〈カーク・ソーントン〉〈声〉、スレッジ）
- 犯罪捜査官ネイビーファイル シーズン8（マーク・ジョイナー〈アレックス・カーター〉）
- HEROES/ヒーローズ（ノア・ベネット〈ジャック・コールマン〉）
  - HEROES REBORN/ヒーローズ・リボーン
- ブラインドスポット4 タトゥーの女 #6（フランク・ダヴェンポート〈マリオ・ヴァン・ピーブルズ〉）
- THE BLACKLIST/ブラックリスト（アレグザンダー・カーク〈ウルリク・トムセン〉）
- ベイツ・モーテル〜サイコキラーの覚醒〜
- Halo 4: Forward Unto Dawn（マスターチーフ / SPARTAN-117）
- ポイントプレザントの悪夢（ルーカス・ボイド〈グラント・ショウ〉）
- HOSTAGES ホステージ（ポール・キンケイド大統領〈ジェームズ・ノートン〉）
- ホワイトカラー（カーティス・ヘイガン〈マーク・A・シェパード〉）
- ミディアム6 霊能者アリソン・デュボア（ウェスリー・ジャドソン〈ウィリアム・アレン・ヤング〉）
- 名探偵モンク2（ネオナチの囚人）
- THE MENTALIST メンタリストの捜査ファイル
  - シーズン2（アレックス / ジェーンの父〈ニック・チンランド〉）
  - シーズン3（バイロン・ジョーダン）
- ユーリカ 〜事件です!カーター保安官〜（ネイサン・スターク〈エド・クイン〉）
- THE LAST OF US（ビル〈ニック・オファーマン〉）
- リアルガールズ・イン・プリズン（ジャン・ギャリポ）
- リゾーリ&アイルズ4（ダナ・スローリー〈ロバート・ブランチ〉）
- リミットレス（デイビッド・イングランド〈テリー・セルピコ〉）
- レイ・ドノヴァン ザ・フィクサー（アヴィ〈スティーヴン・バウアー〉）
- ロック、ストック&フォー・ストールン・フーヴズ（グラスジョー）

#### アニメ
- 親指ウォーズ
- 親指ゴッドファーザー（サミー）
- 親指タイタニック
- インヴェイジョンUSA（バール・ゴッホ）
- FはFamilyのF
- おまかせ!プルーデンスおばさん（ウーリッヒ）
- くもりときどきミートボール
- G.I.ジョー・エクストリーム（フレイト、下士官（スカー団）、レッケイジ、警備員）
- ジャスティス・リーグ（ウェルズ将軍〈第1シーズン〉）
- スピリット
- ドラゴンズドグマ
- ハッピー フィート2 踊るペンギンレスキュー隊（メンフィス）
- Halo Legends（マスターチーフ / SPARTAN-117）
- 悪魔城ドラキュラ -キャッスルヴァニア-: 月夜のノクターン（ニコライ）

### ラジオ
- ボキャブライダー（NHK教育テレビジョン） - ナレーション

### オーディオブック
- ちょっと徳右衛門 幕府役人事情（2018年、朗読）
- スマホを落としただけなのに（2018年、役名不明）
- スマホを落としただけなのに 囚われの殺人鬼（2020年、斉藤本部長）

### テレビドラマ
- 左目探偵EYE（2009年、日本テレビ） - ナレーション

### 特撮
- 救急戦隊ゴーゴーファイブ（1999年、チャンバーノの声）
- 未来戦隊タイムレンジャー（2000年、オーグの声）
- 宇宙戦隊キュウレンジャー（2017年、ドン・アルマゲの声[45]）
- ルパンレンジャーVSパトレンジャーVSキュウレンジャー（2019年、ドン・アルカゲの声）
- 仮面ライダーオーズ 10th 復活のコアメダル（2022年、古代オーズの声）

### ナレーション
- おごれる東京に宣戦布告!!VS東京（BSスカパー!）
- Halo 日本語版トレイラー
- 快傑!コウジ園（日本テレビ）
- 藤井流
- 未来者
- NNNきょうの出来事（日本テレビ）
- WOWOW・番組内&番組紹介
- 「ダウントン・アビー」ここが見どころ!（2014年、NHK総合）
- デザインあ（NHK Eテレ）
- 尾上松也の謎解き歴史ミステリー（BSイレブン）
- ビートたけしのTVタックル（テレビ朝日）
- フルタチさん（フジテレビ）
- 世界の怖い夜!（TBS）
- 爆問ファンド マネーの成功グラフ（テレビ朝日）
- テレメンタリー2019「さまよう博士」（2019年9月15、テレビ朝日・九州朝日放送制作）
- じゃじゃじゃじゃ〜ン!（フジテレビ）（なんでもカーグランプリ・なんでも大相撲・だいなしむかしばなし）
- 地球科学の最前線 天変地異の秘密に迫る（2022年3月23日、NHK BS1）
- ローカル線 魅惑の大衆食堂（BS日テレ）
  - 愛媛・伊予鉄道（2023年1月5日）
  - 群馬・上信電鉄（2023年1月6日）
- BS世界のドキュメンタリー「ネッシー研究の現在地 "環境DNA"で迫る伝説の正体」（2023年3月25日、NHK BS1）

### ボイスオーバー
- NHKスペシャル（NHK総合）
- 英雄たちの選択（2013年、NHK-BSプレミアム） - 中島知久平の声
- 先人たちの底力 知恵泉（NHK-Eテレ）
- 世界の哲学者に人生相談（NHK-Eテレ）
- 時空超越ドキュメンタリードラマ 江戸城無血開城（2017年1月1日、NHK-BSプレミアム）
- TimeTrip日本の海岸線〜伊能忠敬の軌跡〜（フジテレビ）
- 日立 世界・ふしぎ発見!（TBS）
- BS世界のドキュメンタリー（NHK-BS1）
- フロム・ジ・アース/人類、月に立つ（NHK-BS2）
- 陸海空 こんな時間に地球征服するなんて（テレビ朝日）
- ロイヤル・スキャンダル 〜エリザベス女王の苦悩〜（2012年、NHK-BSプレミアム）
- ビートたけしのTVタックル（テレビ朝日）
- みんなの2020バンバンジャパーン!（NHK-Eテレ）
- 地球ドラマチック「中国 紫禁城の秘密」（2018年、NHK-Eテレ）

### 舞台
- 藤十郎とお梶
- ヴェニスの商人
- ピアノ
- 真砂女

### CM
- カップヌードル トンコツ トンコツカーペンター篇（日清食品）(1994年）
- リゲイン 100m走／テニス篇（三共）（1995年）
- リストウォッチ 三つの可能性篇（カシオ計算機）（1997年）
- 日本コダック 企業広告 おしゃべりな写真達篇（1998年）
- Canon Wonder BJ F850 歌い出す色篇（キヤノン販売）（2000年）
- プロナード 遍歴インサイト篇（トヨタ自動車）(2000年）
- ダンロップ ROAD TO YOU〜君へと続く道〜（トシロウ[46]）(2017年）

### 玩具
- COMPLETE SELECTION MODIFICATION オーズドライバー コンプリートセットver.10th（2022年9月）
- COMPLETE SELECTION MODIFICATION オーズドライバー オースキャナーver.10th（2022年9月）
- COMPLETE SELECTION MODIFICATION オーズドライバー ver.10th（2022年9月）